# Ryuto Otake
Ryuto Otake (født 29. juni 1988) er en japansk fodboldspiller, som spiller for den japanske fodboldklub Fujieda MYFC.